# Evrokovanci Združenega kraljestva
Vlada Združenega kraljestva je sestavila pet ekonomskih poizkusov, ki morajo biti izvedeni, da bi se odločila uvesti evro. Ker pa so ti testi že v osnovi subjektivne narave, je težko pričakovati, da jih bodo v polnosti izvedli, hkrati pa je javno mnenje še vedno strogo proti uvedbi evra. Za primer oblikovanja lastnih evrokovancev dejstva niso tako nenaklonjena evru, in prav možno je, da bo kraljeva kovnica nadaljevala z iskanjem narodnih simbolov za kovance, kljub temu pa se pod to frazo skrivajo le različne variante kraljičinega portreta. To ni nič presenetljivega za britanske kovance, ki vedno nosijo podobo trenutno vladajočega monarha. Samo za informacijo, od štirih monarhij, ki so članice evroobmočja (Belgija, Luksemburg, Nizozemska in Španija), edino španski evrokovanci ne vsebujejo podobe svojega monarha na vseh velikostih kovancev.